# Rufus Jones (Musiker)
Rufus „Speedy“ Jones (* 27. Mai 1936 in Charleston (South Carolina); † 25. April 1990 in Las Vegas) war ein US-amerikanischer Jazz-Schlagzeuger.

## Leben und Wirken
Jones lernte zunächst Trompete, bevor er mit 13 Jahren zum Schlagzeug wechselte. Er spielte als Jugendlicher in der Jenkins Orphanage Band, bei Lionel Hampton (1954), Henry Red Allen und von 1959 bis 1963 bei Maynard Ferguson. Er arbeitete danach mit einer eigenen Band (1963/64), mit der er ein Album vorlegte, an dem u. a. Major Holley, Gene Bertoncini, Jaki Byard, Joe Farrell, Seldon Powell und Tommy Turrentine mitwirkten. Anschließend war Jones Mitglied im Count Basie Orchestra (1964–1966) und im Duke Ellington Orchestra (1966–1970), auf dessen Far East Suite sein dynamisches Schlagzeugspiel deutlich wird. 1967 nahm er mit Johnny Hodges auf (Triple Play); Duke Ellington trat 1972 außerdem mit Jones und Joe Benjamin (Bass) im Trio auf (Live at the Whitney, erschienen auf Impulse! Records).

## Diskographie
- Five on Eight (Cameo, 1964)
- Maynard Ferguson / Teddy Wilson / Clark Terry  / Rufus Jones  – Jazz Festival (Wyncote)
- Duke Ellington's 70th Birthday Concert (1970)